# Kra Daadi

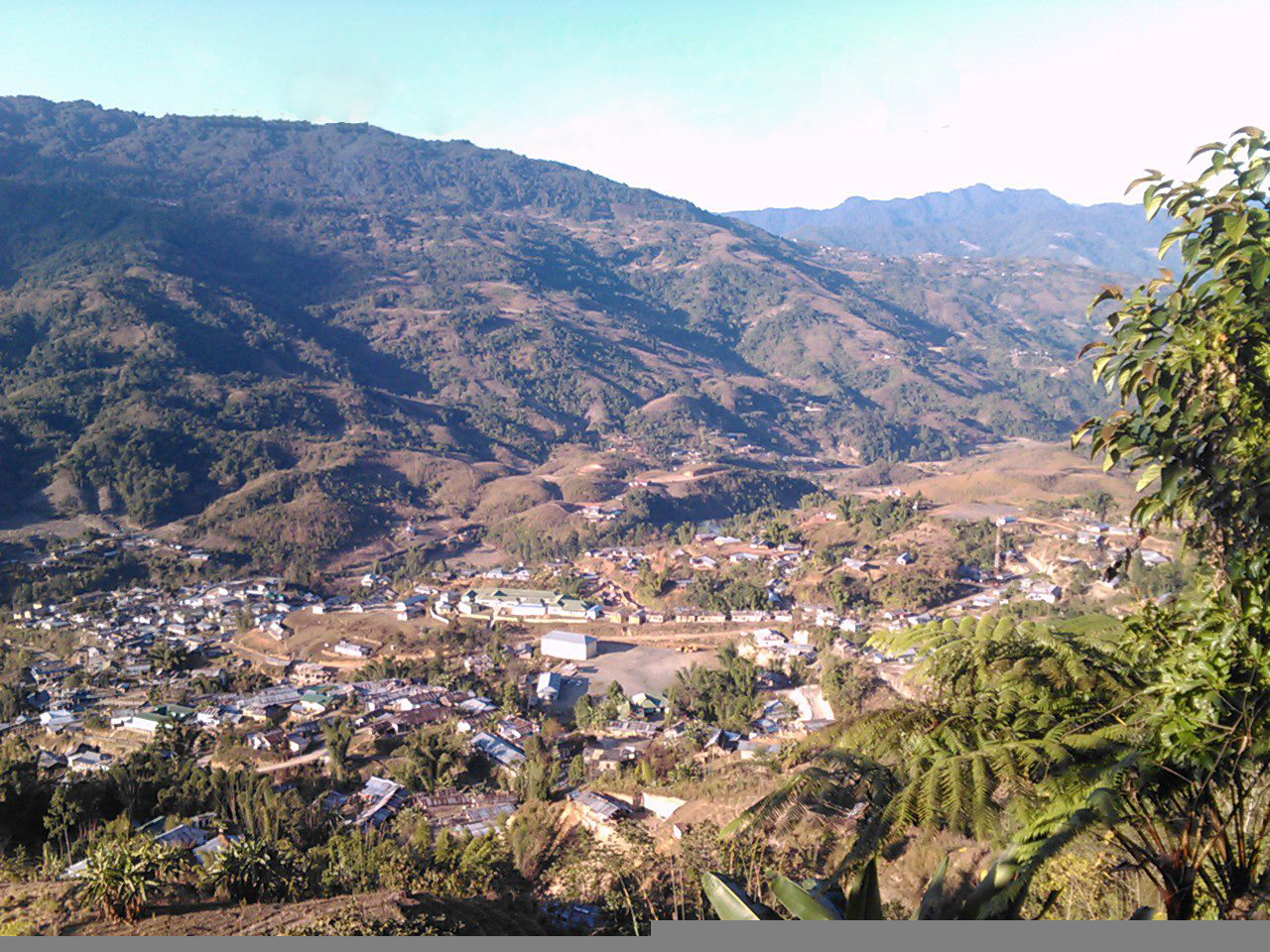
Blick auf Palin

Der Distrikt Kra Daadi ist ein Distrikt im indischen Bundesstaat Arunachal Pradesh. Verwaltungssitz ist der Ort Palin.

## Geografie
Der Distrikt Kra Daadi liegt im Norden von Arunachal Pradesh nahe der Grenze zu China. Nachbardistrikte sind Upper Subansiri im Norden, Nordosten und Osten, Lower Subansiri im Osten und Südosten, Papum Pare im Südwesten und Kurung Kumey im Westen.

## Geschichte
Im Jahr 2013 veröffentlichte die Regierung die Arunachal Pradesh (Re-Organization of Districts) (Amendment) Bill. Darin war die Schaffung neuer Distrikte erwähnt. Der Distrikt entstand dann im Jahr 2015 aus den sieben östlichen Circles (Kreisen) des Distrikts Kurung Kumey. Die sieben Circles sind Chambang, Gangte, Palin, Pipsorang (auch Longding Koling), Tali, Tarak-Lengdi und Yangte.

## Bevölkerung
Nach der Volkszählung 2011 hat der Distrikt Kra Daadi 46.704 Einwohner. Der Distrikt ist ländlich geprägt. Es gibt keine städtischen Gemeinden.
Der Distrikt Kra Daadi gehört zu den Gebieten Indiens, die fast gänzlich von Angehörigen der „Stammesbevölkerung“ (scheduled tribes) besiedelt sind. Zu ihnen gehörten (2011) 46.123 Personen (98,76 Prozent der Distriktsbevölkerung). Zu den Dalit (scheduled castes) gehörte 2011 kein einziger Bewohner.

### Bevölkerungsentwicklung
Wie überall in Indien wächst die Einwohnerzahl im Distrikt Kra Daadi seit Jahrzehnten stark an. Die Zunahme betrug in den Jahren 2001–2011 fast 162 Prozent (161,76 %). In diesen zehn Jahren nahm die Bevölkerung um fast 29.000 Menschen zu. Die Entwicklung verdeutlicht folgende Tabelle:

### Bedeutende Orte
Im Distrikt gibt es nur kleine Dörfer und keine einzige städtische Siedlung. Die einzige Ortschaft mit mehr als 1000 Bewohnern ist Palin (1217 Einwohner).

### Bevölkerung des Distrikts nach Geschlecht
Der Distrikt hatte – für Indien unüblich – mehr weibliche als männliche Einwohner.
| Verteilung der Bevölkerung nach Geschlecht im Distrikt Kra Daadi |                   |                   |                   |                   |
|                                                                  | Volkszählung 2001 | Volkszählung 2001 | Volkszählung 2011 | Volkszählung 2011 |
| Anzahl                                                           | Anteil            | Anzahl            | Anteil            |                   |
| GESAMT                                                           | 17.842            | 100 %             | 46.704            | 100 %             |
| Männer                                                           | 8.907             | 49,92 %           | 22.848            | 48,92 %           |
| Frauen                                                           | 8.935             | 50,08 %           | 23.856            | 51,08 %           |

### Bevölkerung des Distrikts nach Sprachen
Die Bevölkerung des Distrikts Kra Daadi ist sehr einheitlich. Nissi/Dafla erreicht in allen Circles Werte zwischen 95,29 % (Circle Palin) und 99,89 % (Circle Gangte). Zur Sprachgruppe der Rai gehören 79 Muttersprachler, die Alle unter der Untergruppe Others aufgelistet sind. Die wichtigsten Einzelsprachen sind:
| Jahr                                   | Nissi/Dafla | Nissi/Dafla | Miri/Mishing | Miri/Mishing | Nepali | Nepali | Hindi | Hindi | Bhotia | Bhotia | Bengali | Bengali | Assami | Assami | Gesamt | Gesamt   |
| Jahr                                   | Zahl        | %           | Zahl         | %            | Zahl   | %      | Zahl  | %     | Zahl   | %      | Zahl    | %       | Zahl   | %      | Zahl   | %        |
| -------------------------------------- | ----------- | ----------- | ------------ | ------------ | ------ | ------ | ----- | ----- | ------ | ------ | ------- | ------- | ------ | ------ | ------ | -------- |
| 2011                                   | 45.920      | 98,32       | 119          | 0,25         | 95     | 0,20   | 70    | 0,15  | 67     | 0,14   | 62      | 0,13    | 59     | 0,13   | 46.704 | 100,00 % |
| Quelle: Ergebnis der Volkszählung 2011 |             |             |              |              |        |        |       |       |        |        |         |         |        |        |        |          |

### Bevölkerung des Distrikts nach Bekenntnissen
Die Bewohner sind in den letzten 100 Jahren mehrheitlich zum Christentum übergetreten. Die bedeutendsten Gemeinschaften innerhalb des Christentums sind die Presbyterianer (Reformierte), Baptisten, Lutheraner und Katholiken. Ein bedeutender Teil der Einwohnerschaft (fast 29 Prozent) sind allerdings bisher ihrer ursprünglichen Religion (Donyi-Polo; Bedeutung: Sonne und Mond) treu geblieben. Eine Minderheit von rund 5 Prozent trat zum Hinduismus über.
Dabei gibt es sehr starke Unterschiede bei den Circles. Chambang, Palin, Tarak-Lengdi und Yangte sind stark christianisiert (Anteile zwischen 83 und 95 %). Eine deutliche christliche Mehrheit hat auch der Circle Gangte (76,92 %). In diesem Circle gibt es aber auch viele Anhänger des Hinduismus und der ursprünglichen Religionen. In den Circles Longding Koling und Tali stellt die Anhängerschaft der ursprünglichen Religionen deutliche Mehrheiten (jeweils über 70 %). Doch gibt es dort auch starke christliche Minderheiten (jeweils rund 23 % der Bevölkerung). Die genaue religiöse Zusammensetzung der Bevölkerung zeigt folgende Tabelle:
| Jahr                                   | Buddhisten | Buddhisten | Christen | Christen | Hindus | Hindus | Jainas | Jainas | Muslime | Muslime | Sikhs | Sikhs | Andere | Andere | keine Angaben | keine Angaben | Gesamt | Gesamt   |
| Jahr                                   | Zahl       | %          | Zahl     | %        | Zahl   | %      | Zahl   | %      | Zahl    | %       | Zahl  | %     | Zahl   | %      | Zahl          | %             | Zahl   | %        |
| -------------------------------------- | ---------- | ---------- | -------- | -------- | ------ | ------ | ------ | ------ | ------- | ------- | ----- | ----- | ------ | ------ | ------------- | ------------- | ------ | -------- |
| 2011                                   | 77         | 0,16       | 29.856   | 63,93    | 2420   | 5,18   | 64     | 0,14   | 245     | 0,52    | 18    | 0,04  | 13.536 | 28,98  | 488           | 1,04          | 46.704 | 100,00 % |
| Quelle: Ergebnis der Volkszählung 2011 |            |            |          |          |        |        |        |        |         |         |       |       |        |        |               |               |        |          |

## Bildung
Die Alphabetisierung ist gering. Weniger als 60 Prozent der Männer und nur vier von neun Frauen können lesen und schreiben.
| Alphabetisierung im Distrikt Kra Daadi |                   |                   |
| Einheit                                | Volkszählung 2011 | Volkszählung 2011 |
| Einheit                                | Anzahl            | Anteil            |
| GESAMT                                 | 19.717            | 51,43 %           |
| Männer                                 | 10.938            | 58,69 %           |
| Frauen                                 | 8.779             | 44,56 %           |
| STADT GESAMT                           | 0                 | –                 |
| Stadt-Männer                           | 0                 | –                 |
| Stadt-Frauen                           | 0                 | –                 |
| LAND GESAMT                            | 19.717            | 51,43 %           |
| Land-Männer                            | 10.938            | 58,69 %           |
| Land-Frauen                            | 8.779             | 44,56 %           |
| Quelle: Ergebnis der Volkszählung 2011 |                   |                   |